# Liste des évêques de Chartres

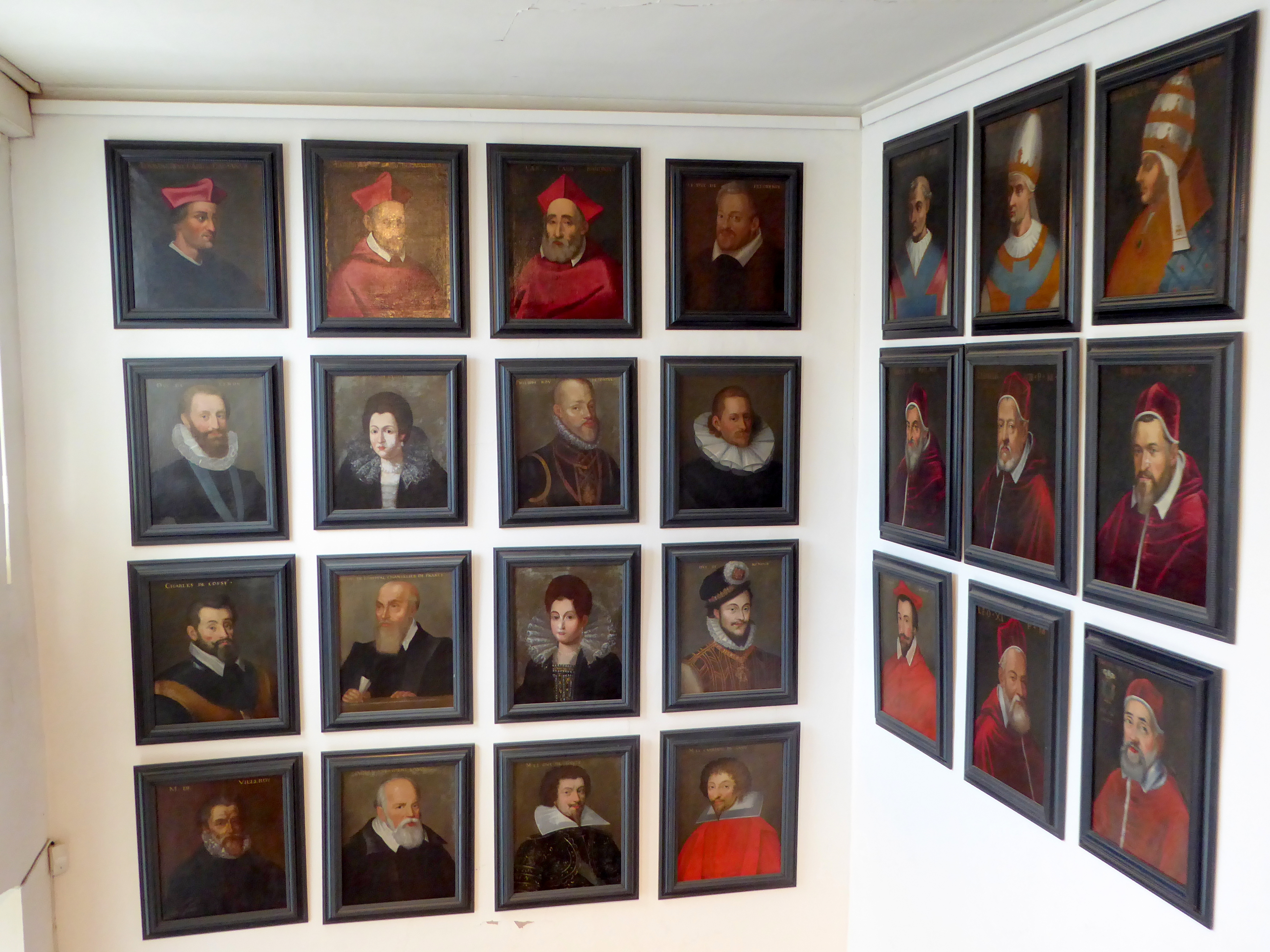
Galerie des illustres, musée des Beaux-Arts de Chartres, ancien palais épiscopal.

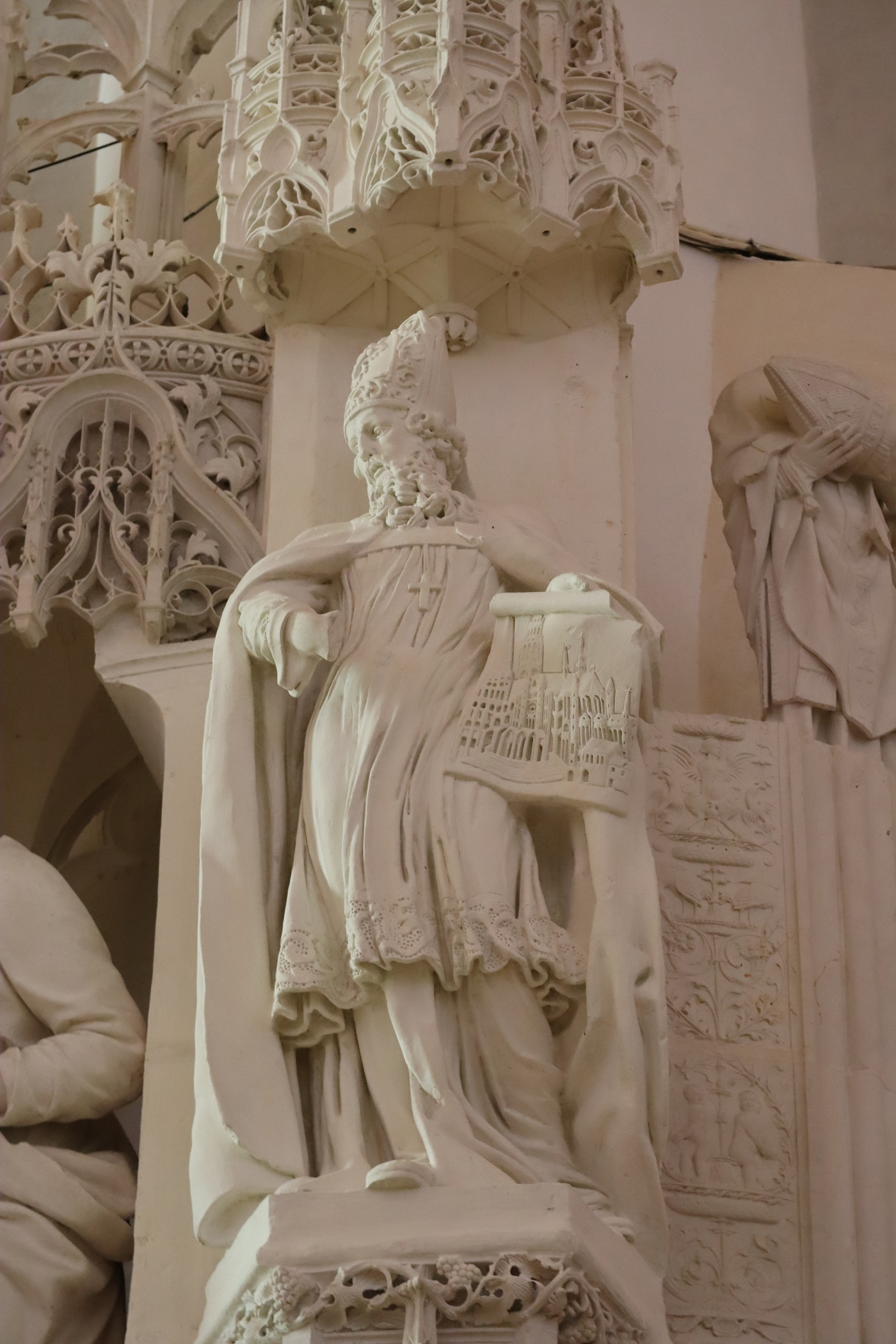
Statue de Fulbert, clôture de chœur de la cathédrale Notre-Dame de Chartres.

La plus ancienne liste des évêques de Chartres connue se trouve dans un manuscrit du XIe siècle provenant de l'abbaye de la Trinité de Vendôme. Elle contient 57 noms depuis Adventus (saint Aventin) jusqu'à Aguiertus (Agobert) mort en 1060.
La liste la plus connue est celle que contient la Vieille Chronique de Chartres, datée de 1389. Elle est très proche de la précédente (Agobert y porte le numéro 56) et a servi de base à toutes les suivantes. Imprimée en 1608 par Villiers en tête de son édition des Lettres de Fulbert, elle a été utilisée pour les travaux d'érudition moderne, de la Gallia Christiana au catalogue placé par Lépinois et Merlet dans l'introduction du Cartulaire de Notre-Dame qui liste 110 noms.
L'article respecte l'ordre ci-dessous. Si la liste du XIe siècle ne fournit aucune date, celle de la Vieille Chronique illustre la légende des origines chartraines en faisant d'Adventus l'évêque consacré par les envoyés de saint Pierre.

## Antiquité

### IVesiècle?
- Aventin (Adventinus), biographie légendaire qui en fait un contemporain des apôtres[2].
- Optat (?).
- Valentin[Note 2].

### Vesiècle
- Martin le Blanc (Martinus Candidus), personnage problématique, en relation avec le monastère de Saint-Martin-au-Val qui aurait été bâti sur son tombeau.
- Aignan, inexistant ; bien qu'on ait composé au XIIe siècle une Vita pour en faire un saint local, il s'agit en fait de saint Aignan d'Orléans introduit dans la liste chartraine par erreur ou pour l'étoffer.

Les huit évêques suivants posent un problème difficile ; quatre d'entre eux, aux noms peu communs, portent des noms d'évêques des régions de la Meuse et de la Moselle : Possessor et Polychronius sont des évêques de Verdun, Arbogast est peut-être un ancien comte de Trèves et Sévère un évêque de Trèves (mais Arbogast est aussi attesté à Strasbourg).
Dom Morin a produit une lettre (à l'authenticité indiscutable) dans laquelle des clercs fugitifs qui trouvé accueil auprès d'un évêque nommé Castor demandent à leur propre évêque, Polychronius, de venir les visiter. Il est tentant d'identifier avec lui le Castor de cette lettre avec celui de la liste chartraine. On pourrait voir alors dans ces évêques des exilés qui, devant l'avancée franque en Rhénanie, se sont repliés dans le Bassin parisien. Ces relations anciennes entre les Églises pourraient expliquer également le culte assez incompréhensible rendu dans le diocèse de Chartres à un obscur martyr lorrain du IVe siècle, saint Élophe (Eliphus), qui a même laissé son nom au village de Saint-Éliph (canton de La Loupe).
Castor serait ainsi le seul évêque de Chartres du Ve siècle à recevoir quelque consistance historique. Il est possible aussi que l'un ou l'autre de ces évêques chassés de leur siège ait occupé celui de Chartres.
- Sévère
- Castor
- Africanus (?)
- Possesseur (Possessor)
- Polychronius
- Palladius (?)
- Arbogast
- Flavius (?) - Dans une vie de saint Aventin (IXe siècle ?) sans autorité, ce Flavius est donné comme le grand-oncle de Solen et d'Aventin, leur éducateur et leur ordinateur.

## Moyen Âge

### Haut Moyen Âge

#### VIesiècle

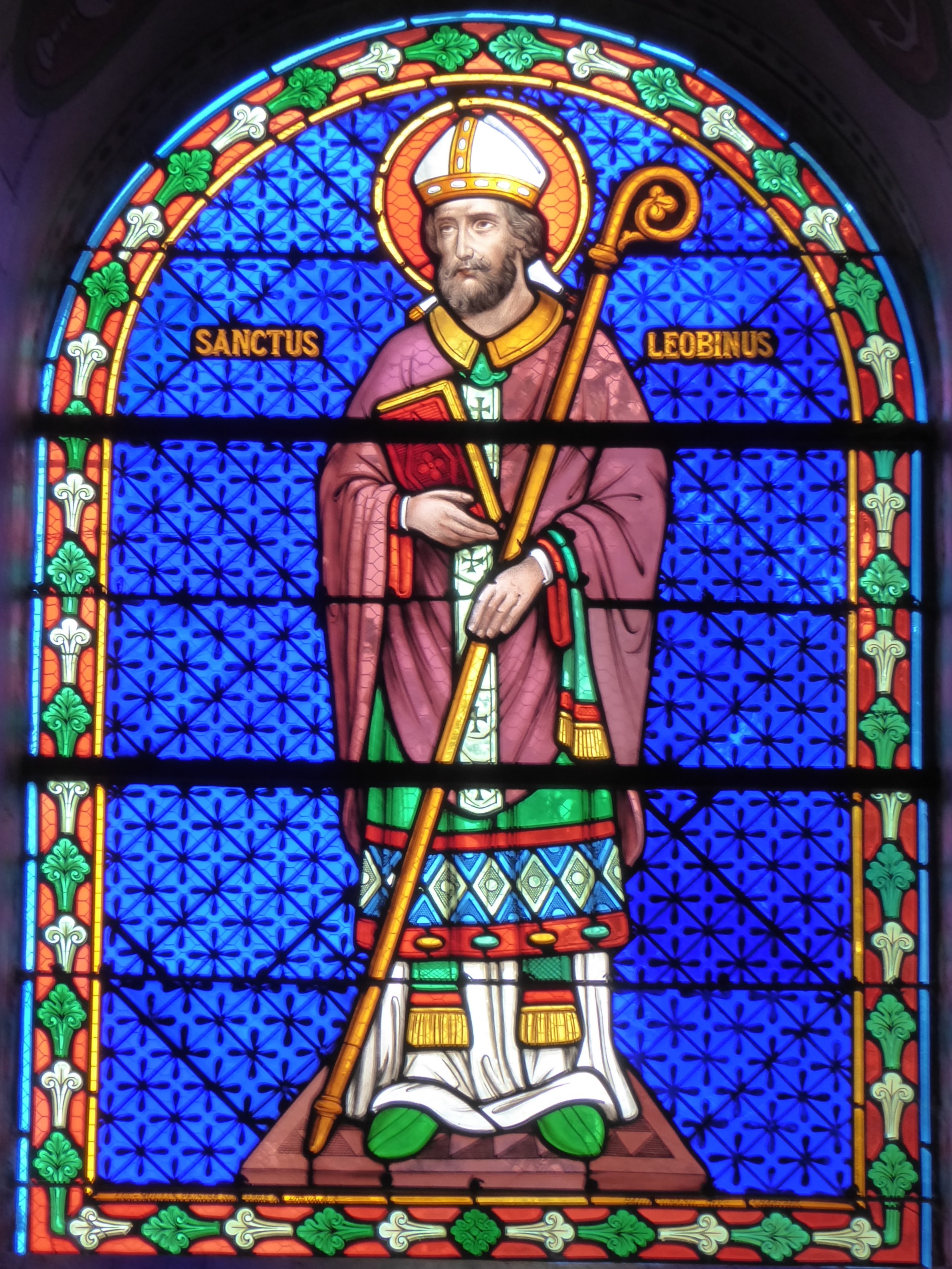
Sanctus Leobinus, église Saint-Lubin d'Arrou, Eure-et-Loir.

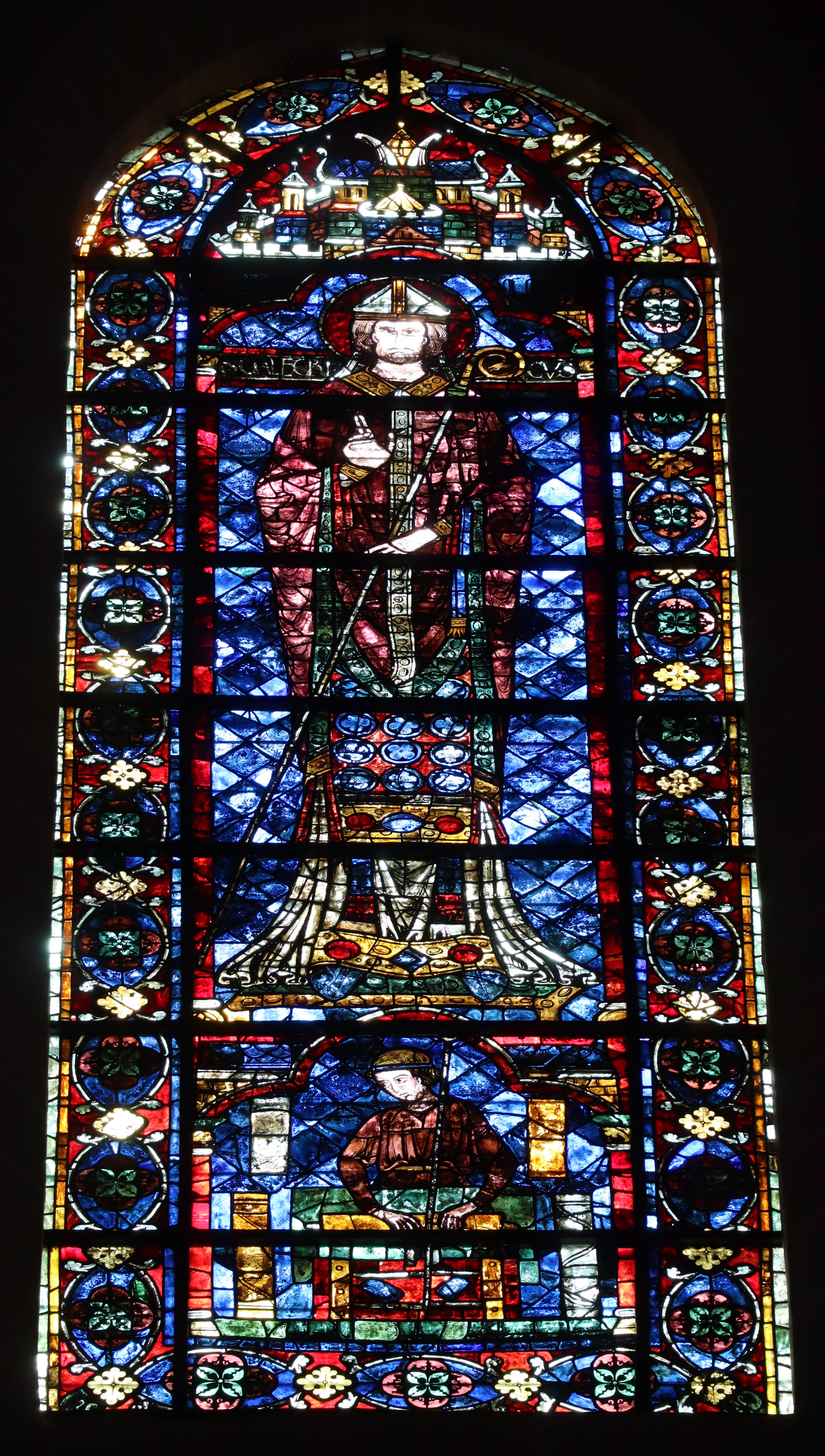
Saint Calétric, cathédrale Notre-Dame de Chartres (baie 134, lancette droite).

- Solenne de Chartres ou Solène, Solen (Solemnis)
- Saint Aventin II, personnage obscur dont la biographie est étroitement liée à celle de Solen. On a parfois contesté son existence. Il souscrit pourtant au concile d'Orléans de 511, ce qui fait de lui le premier évêque de Chartres directement documenté. Il a peut-être siégé à Châteaudun (cf. article saint Solen).
- Éthère, plus rarement Euthère (Etherus, Aetherius) : il souscrit aux conciles d'Orléans en 533, 538 et 541.
- Saint Lubin ou Leobinus : il souscrit aux conciles d'Orléans de 549 et de Paris en 551. Son culte s'étendit rapidement. Au début du XIIIe siècle, l'Église de Chartres l'honore à l'égal d'un fondateur et en fait le modèle des évêques en lui consacrant une verrière célèbre dans le bas-côté nord de la cathédrale - Vitrail de saint Lubin (baie n° 45) sur Commons.
- Saint Calétric (Caletricus, Chaletricus), parfois francisé en Caltry ou même Calais : il souscrit aux conciles de Paris en 557 et de Tours en 566 ; on a retrouvé en 1703 son tombeau avec une inscription ; Venance Fortunat a écrit un court panégyrique à l'occasion de sa mort.
- Pappolus (Papulus, Pabulus).

#### VIIe–VIIIesiècle
- Béthaire de Chartres ou Bohaire (Betharius).
- Magnobode, nom incertain : Magobertus, Magnebodus, Mugoldus (?)[Note 3].
- Sigoald[Note 3].
- Mainulf[Note 3].
- Thibaut[Note 3].
- Lancégésile ou Bertegisilus (Leodegisilus, Lancissilus, Langesilisus, Bertegisilus) : il souscrit au concile de Reims en 625. Il paraît, comme son prédécesseur Béthaire, issu de l'entourage de Clotaire II et on le trouve mêlé à un miracle de Saint Chéron. Sa tombe existait autrefois dans l'église Saint-Martin-au-Val de Chartres.
- Saint Malard : il souscrit au concile de Châlons en 644, encore cité en 653 dans une charte de Landry, évêque de Paris.
- Gaubert, ou Gausbert (Gaubertus, Gausbertus...) : il est cité dans des souscriptions de chartes de vers 658 à 666. La Vieille Chronique lui donne un successeur Godebertus qui n'est probablement qu'un dédoublement de Gaubert.
- Déodat, incertain (n° 28)[4].
- Dromus, ou Dronus, Drono, et Pronus, ou Promus, Promo (?) : deux évêques donnés par la Vieille Chronique et qui doivent n'en faire qu'un.
- Berthegran.
- Haynius.
- Agirard ou Airard (Agirardus, Aidradus, Airardus, Aicardus, Haigradus...) : il souscrit à un concile de Rouen vers 689. Connu par un diplôme original de 696/697 († 698 d'après la Vieille Chronique).
- Agatheus.
- Léobert (Leobertus, Leudisbertus) : il est connu en 723 par une inscription (disparue) dans un reliquaire, datée de l'an 15e de son ordination.
- Hado.
- Flavius.

À noter que les dates de ces évêques sont très incertaines. Celles qui sont données par la Vieille Chronique concordent mal avec les maigres données que nous possédons par ailleurs. Elle place Godessald et Bernoin au VIIIe siècle, fait d'Hélie (789-815) le contemporain de Charlemagne puis « se rattrape » en donnant de longs règnes à Bouchard (815-841) et à Frotbold (841-855 - date à laquelle elle place la prise de Chartres par les Normands).
Les Carolingiens paraissent avoir été attentifs à la nomination des évêques de Chartres. Tous ceux que nous connaissons, jusqu'à Rainfroy, contemporain de Louis IV d'Outremer, inclus, sont de leurs fidèles.

#### IXesiècle
- Godessald, Gondesault (?), pour Godosaldus, Godalsadus.
- Bernoin (Bernoinus, Hernoinus, mais aussi Hieronymus) : il souscrit à un concile de Paris en 829 et à un concile de Sens en 836.
- Hélie, plus rarement Élie (Helias), connu de 840 à 849 par un conflit violent avec les moines de abbaye Saint-Père de Chartres qui préfèrent s'exiler à Auxerre plutôt que de reconnaître la juridiction épiscopale ; correspondant de Loup de Ferrières.
- Bouchard (Burchardus) : connu en 853-854, missus dans l'Orléanais et le Blésois[5], il parvient à organiser en 854, avec Agius l'évêque d'Orléans, la résistance contre les Normands[6]. Le nom de Bouchard - qui est aussi celui d'un saint local hypothétique - apparaît à cette époque dans l'entourage des Robertiens et figurera dans l'anthroponymie héréditaire des premiers comtes de Vendôme. Il a sans doute été imposé par Charles le Chauve.
- Frotbold : connu en 855-857. Massacré dans sa cathédrale par une troupe de Danois selon le moine Paul, noyé dans l'Eure en tentant de leur échapper selon les Annales de Saint-Bertin et selon Pierre Rigord[réf. nécessaire]. Correspondant de Loup de Ferrières.
- Gislebert ou Gilbert (Gislebertus, Willebertus, Galeverius, Galtherus) : connu de 859 à 878.
- Aymon (Haimo), apparaît en 885 dans le récit des translations de saint Wandrille et saint Ansbert de Rouen fuyant devant les Normands ; en compagnie de l'abbé Aimeric, il les reçoit en l'abbaye de Saint-Chéron (n° 47)[7].
- Gérard ou Girard, cité en 886 ou 887.
- Aymeric ou Aymery, mentionné en 890/891[8].

#### Xesiècle

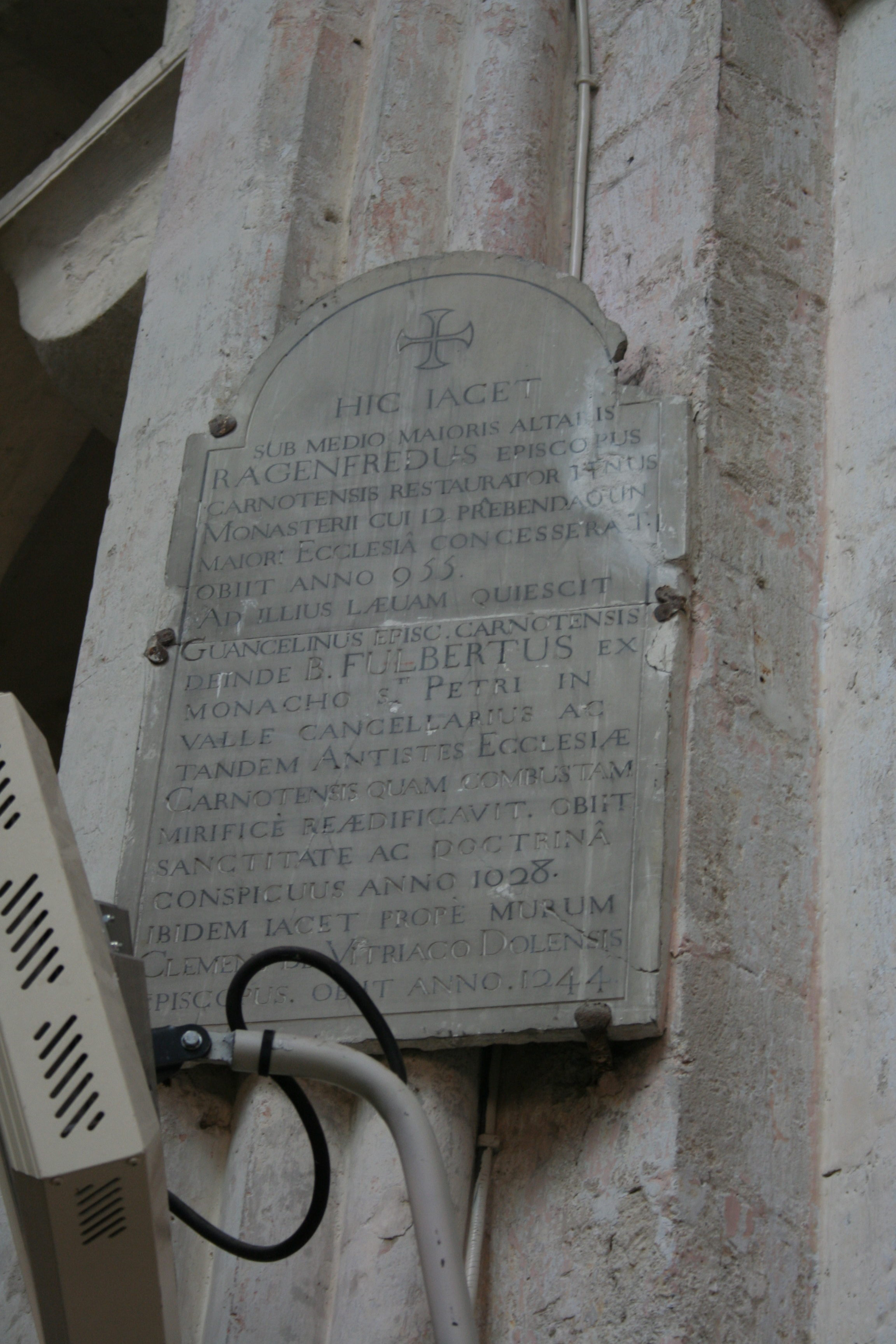
Plaque Ragenfredus de l'église Saint-Pierre.

- Gancelme ou Goussaume ou Jousseaume[9] (Waltelmus, Wantelmus, Waltelmus, Gancelinus, Gantelmus, Ancelmus, Gancelmus…) : célèbre pour avoir organisé la défense de la ville contre les Normands en 911 (miracle de la Sainte Chemise).
- Haganon ou Aganon (Haganus, Aganus) : connu en 931 et en 940, mort en 941 (n° 47).
- Rainfroy, parfois Ragenfroy[10] (Ragenfredus) : connu vers 949-950 par des donations et privilèges accordés à l'abbaye de Saint-Père [11] dont il poursuit la restauration. Comme Haganon, Rainfroy est un fidèle des Carolingiens : au plus fort de la lutte entre Hugues le Grand et Louis IV d'Outremer, il date toujours ses chartes du règne de ce dernier. Son inhumation en 955 dans l'église Saint-Pierre de Chartres est mentionnée sur une plaque commémorative[12].
- Hardouin (ou Hauldouïn, 50e éveque[13]), connu dans les années 950 ; il aurait été le frère de Rainfroy, d'après le moine Paul[14],[Note 4].
- Vulfaldus, Vulfard ou Ulphardus, ancien moine de Fleury, cité dans la chronique de Flodoard pour l'année 962 : mort en 967 d'après le nécrologe de Notre-Dame, son inscription funéraire était autrefois connue à l'abbaye de Saint-Père.
- Eudes (Odo) : connu par diverses souscriptions à partir de 968. Mort en 1003 ou 1004 d'après le nécrologe de Notre-Dame. Il a donné à l'église de Chartres la terre de Gamaricourt, près de Beauvais, ce qui indique peut-être son pays d'origine.

### Moyen Âge central

#### XIesiècle

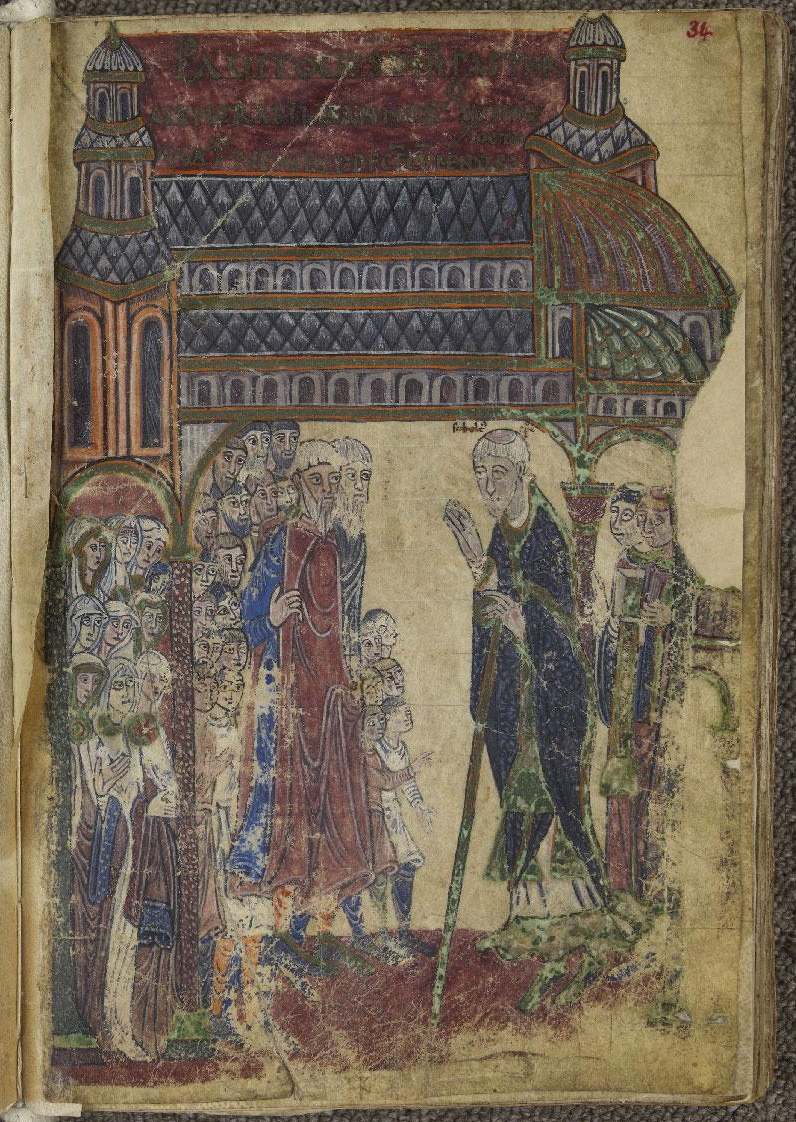
Fulbert de Chartres dans la cathédrale de Chartres nouvellement construite. Miniature du XIe siècle

- 1004-1006 : Raoul Ier ou Rodolphe (Radulfus, Radulphus, Rodulfus).

D'après une charte douteuse, il aurait obtenu simultanément du roi et du comte l'immunité du cloître de Saint-Père. Un passage du Cartulaire de Saint-Père (I, p. 104) laisse clairement entendre que Raoul a été nommé par Robert II le Pieux. Désormais, les Capétiens imposent les évêques de leur choix qui, à l'exception de la personnalité hors du commun de Fulbert, fut rarement heureux. Dès la seconde moitié du siècle, la papauté s'immisce de plus en plus dans l'élection.
- 1006-1028 : Fulbert (v. 960-1028).

Ami personnel de Robert le Pieux dont il fut le compagnon d'étude, grand juriste ; chancelier de l'église de Chartres avant d'être évêque, il fit de l'École de la cathédrale de Chartres une des premières de la chrétienté. Il entreprit la construction de la cathédrale romane. Nous le connaissons par son recueil de Lettres et par ses poèmes.
- 1028-1048 : Thierry (Theodoricus).

Précédemment chevecier, imposé par la reine Constance d'Arles contre le chapitre qui avait élu son doyen Albert (nous connaissons la protestation des chanoines). Il est connu comme amateur de livres.
- 1048-1060 : Agobert (Agobertus, Agenertus, Aivertus, Adevertus).

Mal connu, il paraît avoir été le premier à s'inquiéter de la théologie aventureuse de Bérenger de Tours.
- 1060-1064/1065 : Hugues Ier de Chartres.
- 1065-1069 : Robert Ier de Tours, soutien de Bérenger de Tours et lui-même très suspect d'hérésie.
- 1069-1075 : Arrald.
- 1075-1076 : Robert II de Grantemesnil.
- 1077-1089 : Geoffroy (parfois appelé Geoffroy Ier pour le distinguer de Geoffroy de Lèves) - déposé

#### XIIesiècle
- 1089-1115 : Yves de Chartres (n° 59)[15].
- 1115-1149 : Geoffroy II de Lèves.
- 1149-1155 : Gosselin de Lèves, neveu du précédent (n° 61)[16].
- 1155-1164 : Robert le Breton (dit), ou Robert II ou III selon les sources, enterré à l'abbaye Notre-Dame de Josaphat[16],[17].
- 1164-1176 : Guillaume aux Blanches Mains.
- 1176-1180 : Jean Ier de Salisbury[18].
- 1181-1183 : Pierre Ier de Celle (n° 65).
- 1182-1217 : Renaud de Bar (ou de Mousson), qui entreprend la construction de la cathédrale gothique après l'incendie de 1194.

Évêques de Chartres au XIIe siècle
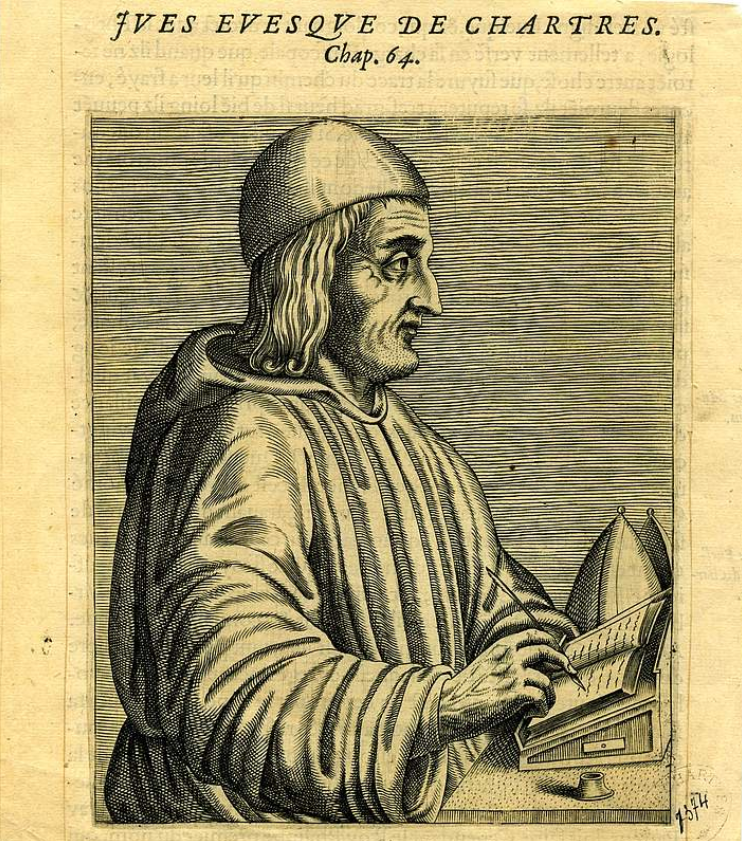
Yves de Chartres, gravure d'André Thevet de 1584.
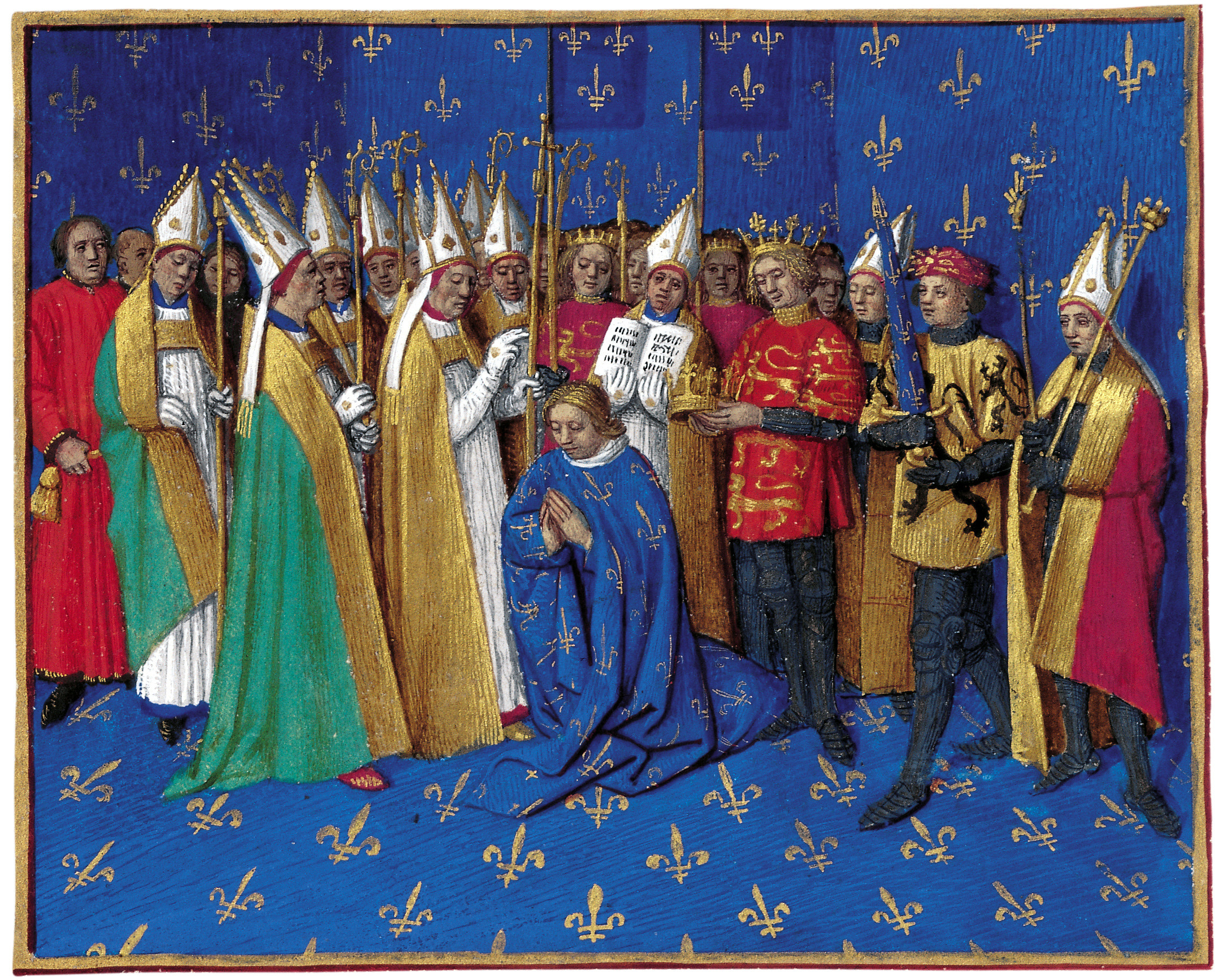
Couronnement de Philippe Auguste par Guillaume aux Blanches Mains en 1179.
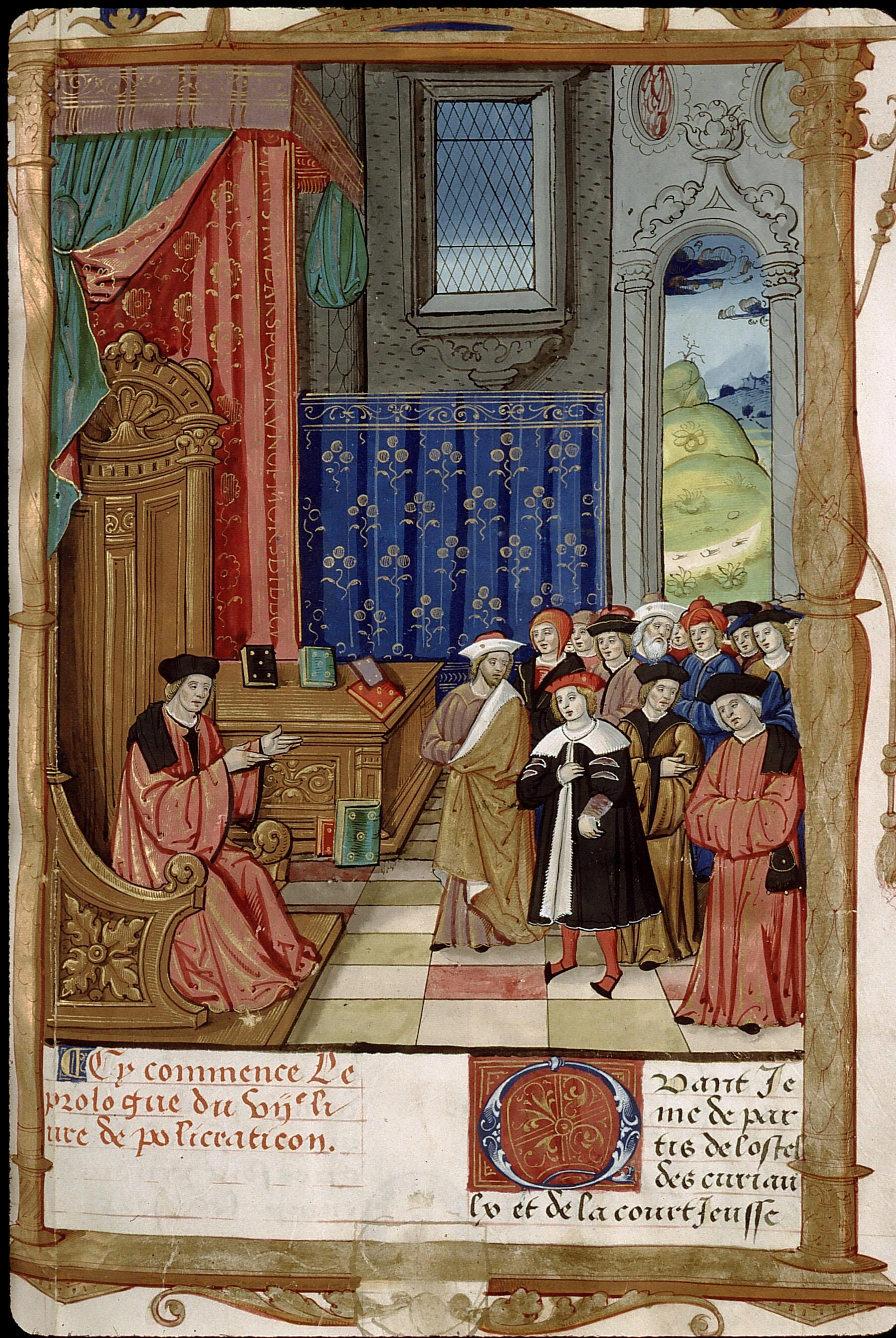
Jean de Salisbury enseignant la philosophie.
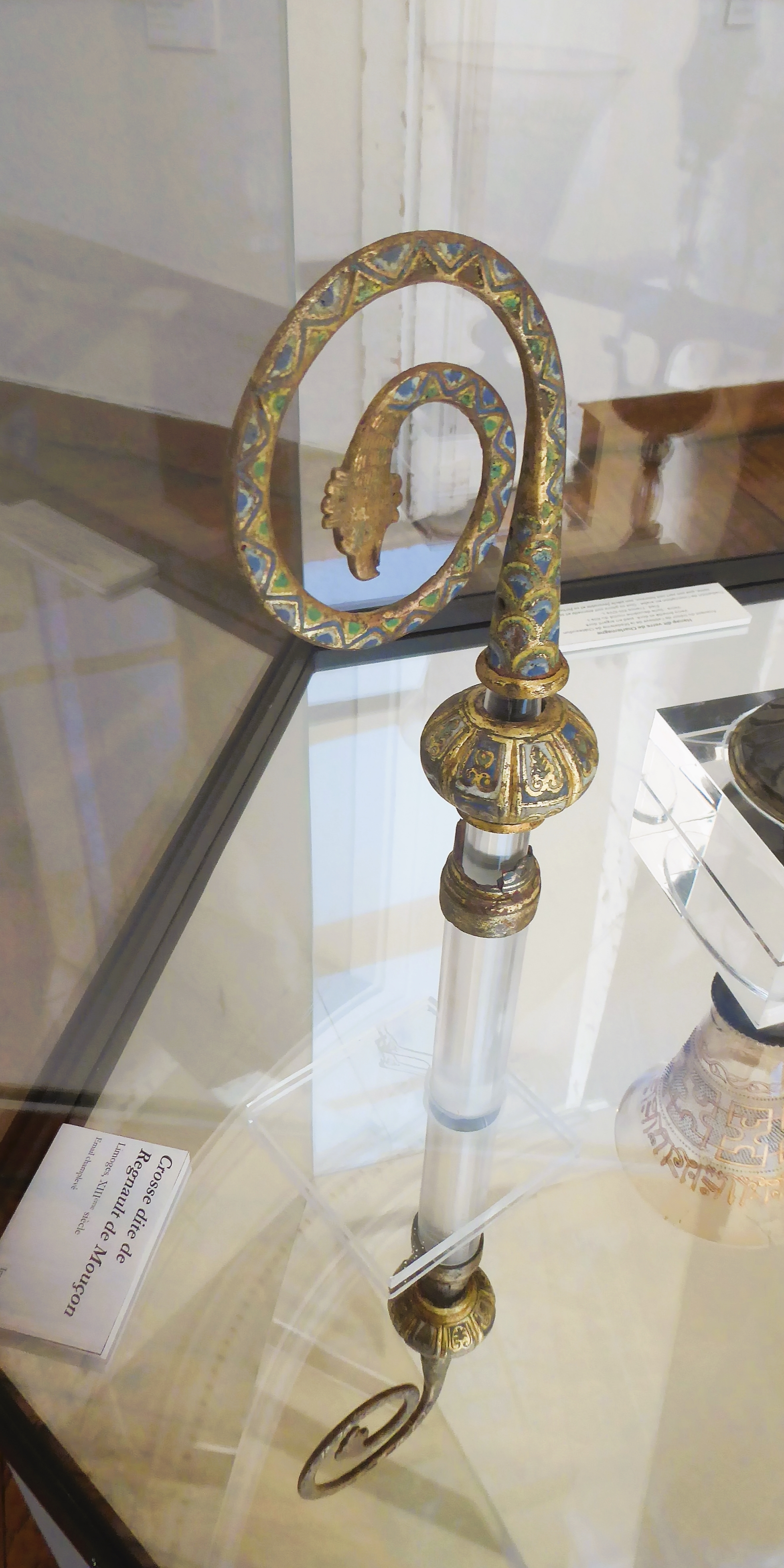
Crosse de Renaud de Bar, musée des Beaux-Arts de Chartres.

#### XIIIesiècle

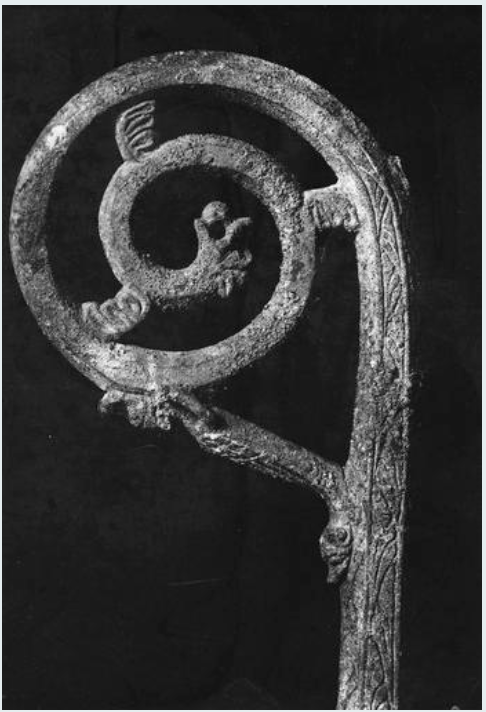
Crosse d'Henri de Grez, musée des Beaux-Arts de Chartres.

- 1218-1234 : Gautier, parfois écrit Gauthier, établit les Prêcheurs à Chartres (n° 67)[19].
- 1234-1236 : Hugues II de La Ferté, ancien doyen du chapitre.
- 1236-1244 : Albéric ou Aubry Le Cornu, neveu de Gautier et de Gilles Cornut, archevêques de Sens.
- 1244-1246 : Henri de Grez (de Gressibus).
- 1247-1259 : Mathieu des Champs (de Campis), neveu de Gautier.
- 1259-1276 : Pierre II de Mincy, neveu d'Henri de Grez (n° 72)[20].
- Le siège épiscopal demeure vacant jusqu'à l'élection de Perruche le 13 février 1277
- 1277-1297 : Simon de Perruche ou du Perruchoy, neveu du pape Martin IV.

### Moyen Âge tardif

#### XIVesiècle
- 1298-1315 : Jean II de Garlande.
- 1316-1326 : Robert III de Joigny.
- 1326-1328 : Pierre III de Chappes, ancien chancelier de France, évêque d'Arras en 1320, créé cardinal par Jean XXII en 1328.
- 1328-1332 : Jean III du Plessis-Pasté, célèbre en 1329 dans la cathédrale de Chartres le mariage de Jean II duc de Bretagne avec Jeanne de Flandres.
- 1332-1342 : Aymery de Châlus, résigne l'évêché de Chartres après son élévation au cardinalat (n° 78)[21].
- 1342-1349 : Guillaume II Lamy, auparavant évêque d'Apt, transféré au patriarcat de Jérusalem en 1343.
- 1349-1357 : Louis Ier de Vaucemain, employé par Jean II le Bon dans diverses négociations.
- 1357-1360 : Simon Lemaire
- 1360-1368 : Jean IV d'Anguerant, neveu de Louis de Vaucemain, refuse en 1367 d'être transféré au diocèse de Luçon, puis finit par accepter celui de Beauvais.
- 1368-1369 : Guillaume III de Chanac, retenu à la Cour pontificale d’Avignon, Guillaume de Chanac ne prit possession de son siège que le 4 février 1369.
- 1369-1375 : Guérin d'Arcy.
- 1375-1380 : Ebles du Puy, frère du cardinal Gérard du Puy. Mort le 26 février 1380 (n° 85)[21].
- 1380-1389 : Jean V Le Fèvre, chancelier de Louis Ier d'Anjou ; c'est lui qui fit rédiger la Vieille Chronique en 1389.

#### XVesiècle
- 1389-1406 : Jean de Montagu (archevêque)[22]. Il fut chancelier de France en 1405, archevêque de Sens en 1406, et fut tué lors de la bataille d'Azincourt en 1415.
- 1408-1415 : Martin Gouges de Charpaigne, partisan du dauphin Charles qui le fit chancelier de France en 1421 ; transféré au siège de Clermont en 1415 (n°88)[23].
- 1415-1418 : Philippe de Boisgiloud.
- 1418-1419 : le cardinal Jourdain des Ursins (Giordano Orsini) aurait tenu l'Église de Chartres en commende sans jamais en prendre possession, d'après la Gallia Christiana[Note 5].
- 1419-1432 : Jean de Frétigny
- 1432-1434 : Robert Dauphin d'Auvergne, ainsi surnommé parce qu'il est le fils de Béraud II, dauphin d'Auvergne, prend possession de l'évêché lorsque la ville est conquise par Charles VII ; mais il ne parvient pas à s'imposer contre les chanoines « anglais », toujours majoritaires, qui ont élu Philippe de Prunelé, abbé de Saint-Lomer de Blois. Robert est alors transféré à l'archevêché d'Albi en 1434 où il sera également confronté à un autre prétendant Bernard V de Cazilhac.
- 1434-1441 : Thibaut Lemoine, précédemment évêque de Sées.
- 1442-1443 : Pierre de Comborn, donné par la Gallia Christiana, d'après les registres du Vatican. Il ne prit sûrement pas possession de l'évêché, mais prit celui d'Évreux en 1443.
- 1444-1459 : Pierre Bèchebien, doyen de la faculté de médecine de Paris.
- 1459-1492 : Miles d'Illiers, en compétition avec Christophe d'Harcourt ; il apparaît pour la première fois dans un concile à Sens en 1460 ; résigne l'épiscopat en 1492 (n° 94)[24].
- 1492-1507 : René d'Illiers, neveu du précédent.

## Époque moderne

### XVIesiècle
- 1507-1525 : Érard de La Marck, précédemment évêque élu de Liège, oncle du duc de Bouillon, maréchal de France. Ce grand seigneur, proche de Louis XII, fut nommé cardinal par Léon X à la prière de Charles Quint. En conflit constant avec ses chanoines, il s'aliéna la faveur de François Ier qui mit l'évêché de Chartres en régale et Érard dut finalement le céder en 1525 à Louis Guillard.
- 1525-1553 : Louis II Guillart, évêque de Tournai de 1513 à 1525, transféré à Châlon en 1553 et à Senlis en 1560.
- 1553-1573 : Charles Guillart, neveu du précédent, fortement soupçonné de sympathies calvinistes.
- 1573-1598 : Nicolas de Thou, célèbre en 1594 le sacre de Henri IV dans la cathédrale de Chartres.

Évêques de Chartres au XVIe siècle
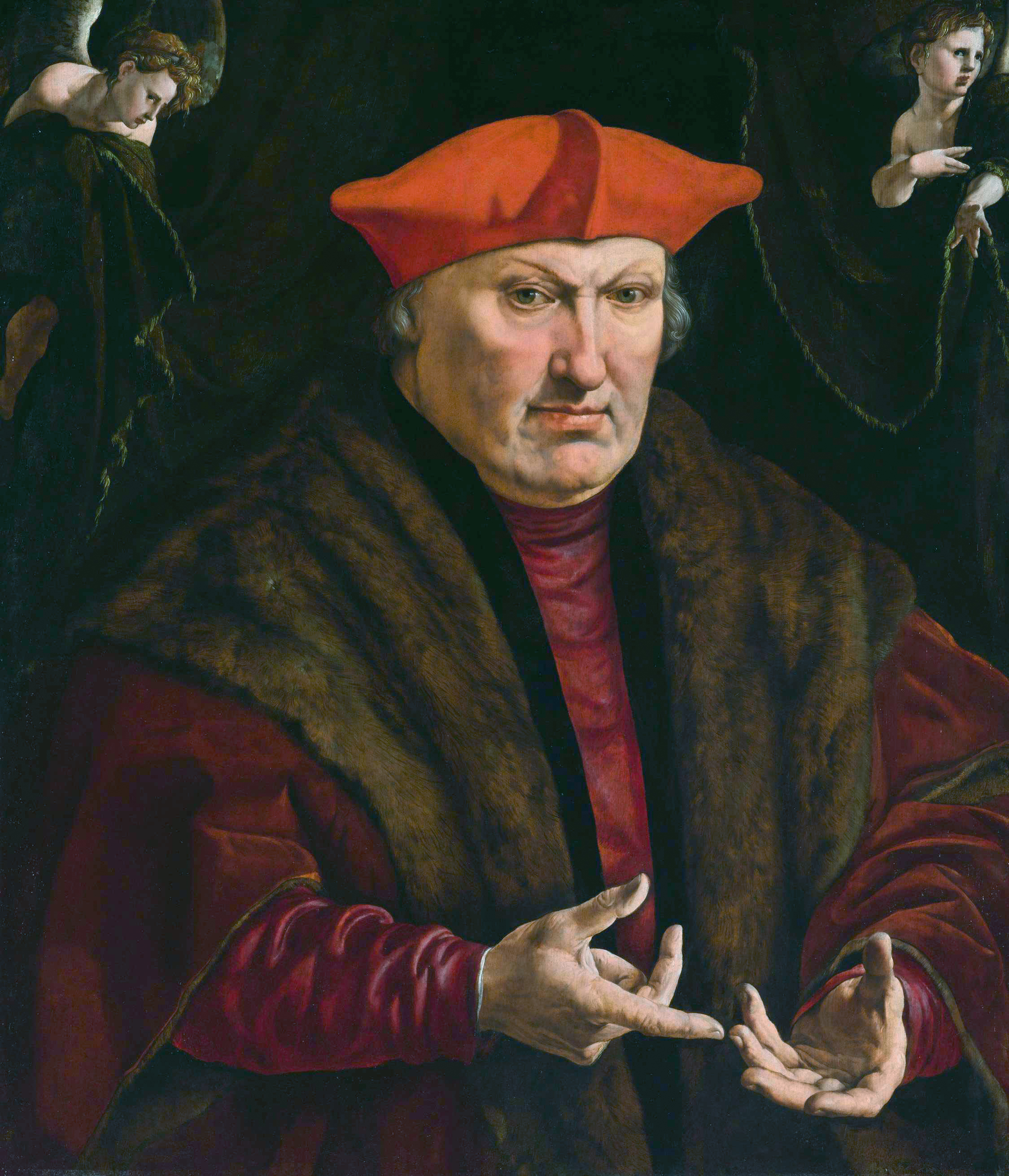
Érard de La Marck.
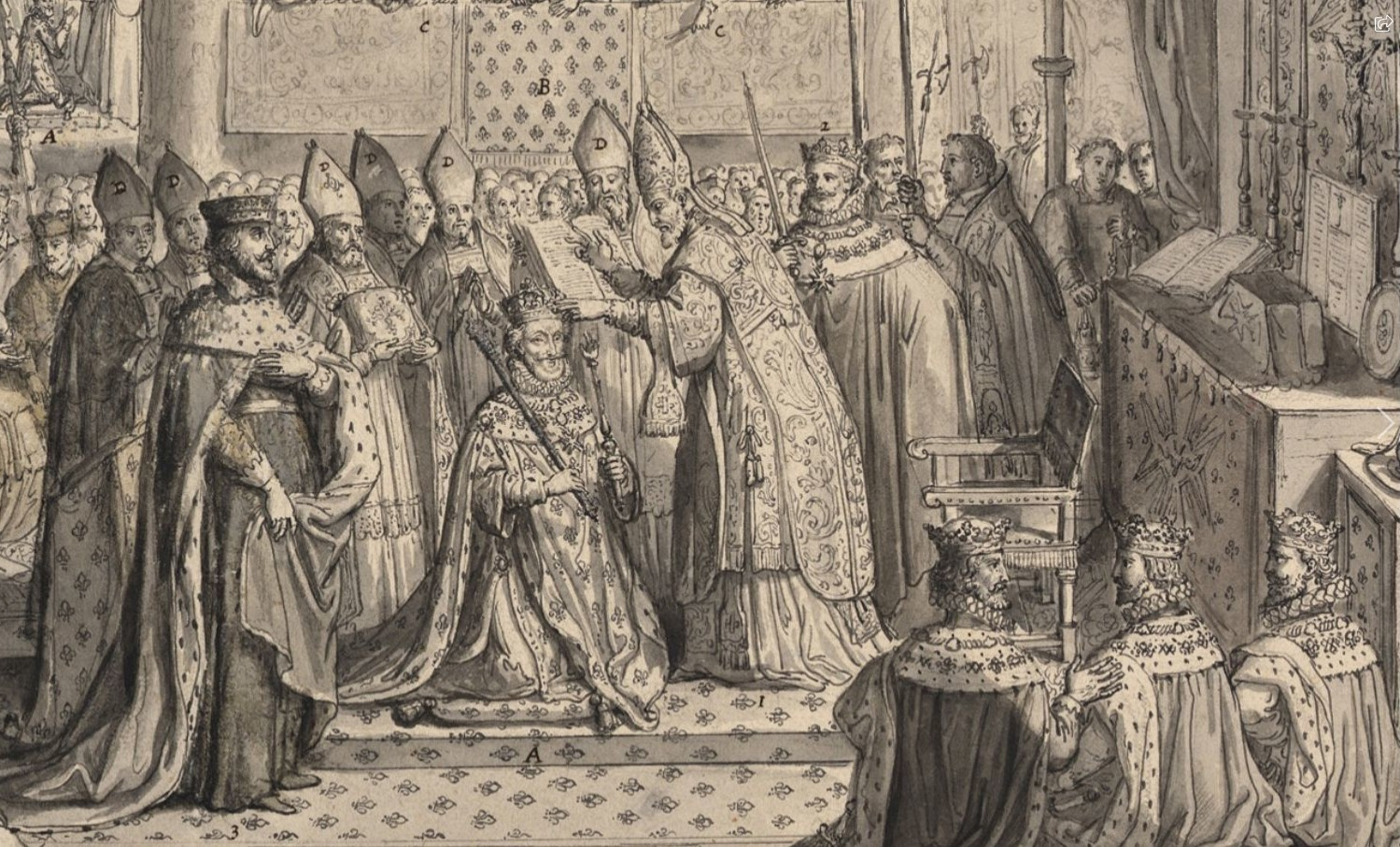
Sacre de Henri IV par Nicolas de Thou en 1594.

### XVIIesiècle

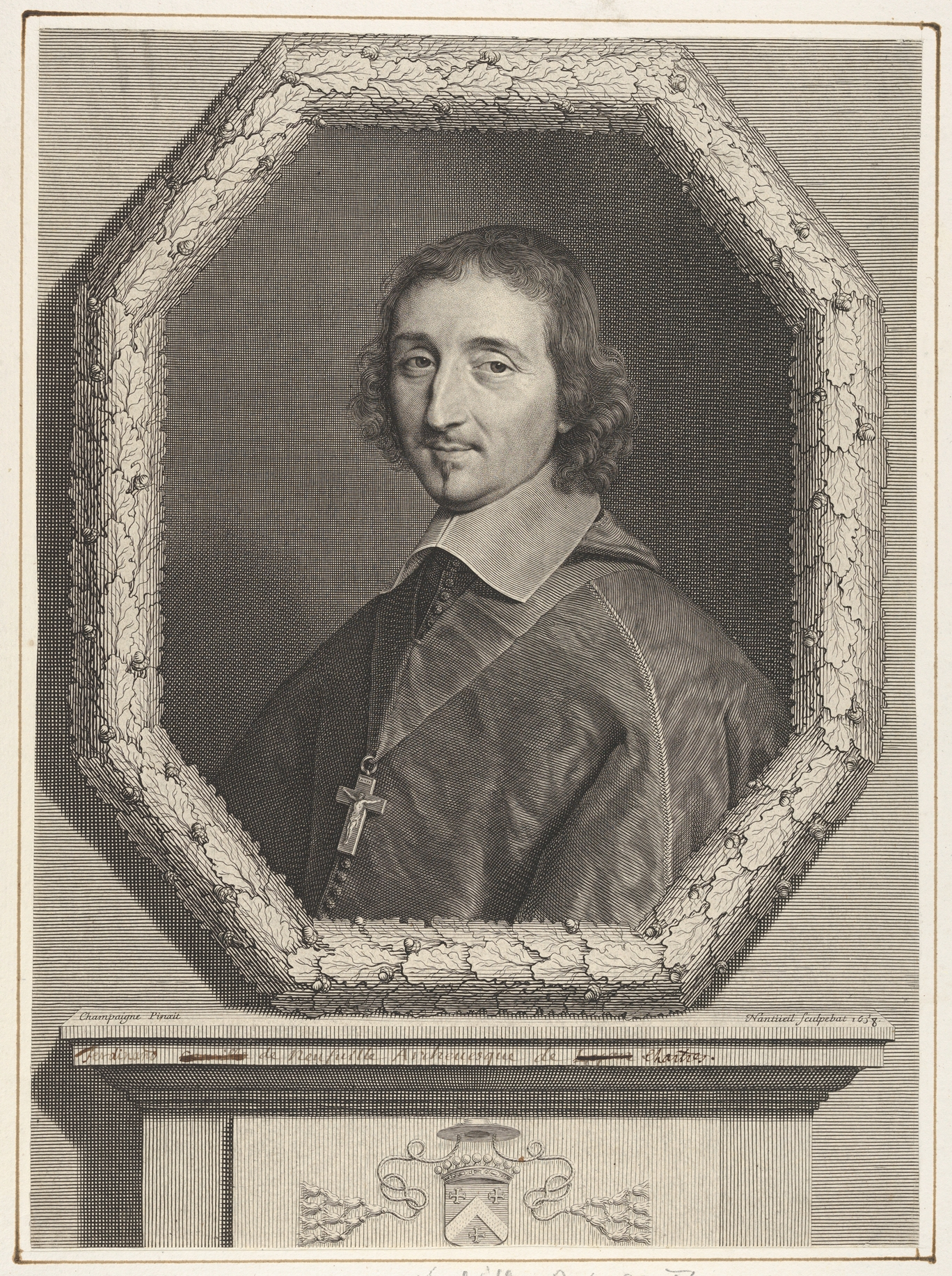
Ferdinand de Neufville de Villeroy.

- 1599-1620 : Philippe II Hurault de Cheverny († 27 mai 1620), petit neveu du précédent.
- 1620-1642 : Léonor d'Estampes de Valençay, cousin du précédent, transféré à l'archevêché de Reims en 1641 ; résigna l'évêché de Chartres l'année suivante (1585-1651).
- 1642-1656 : Jacques Ier Lescot, († 22 août 1656) ; son tombeau était à l'église Saint-Aignan de Chartres.
- 1657-1690 : Ferdinand de Neufville de Villeroy, frère du maréchal de Villeroy et d'un primat des Gaules, était évêque élu de Saint-Malo depuis 1644, (1611-8 janvier 1690); enterré dans l'église du Grand-Séminaire de Chartres.
- 1690-1709 : Paul Godet des Marais, proche de Madame de Maintenon, un des directeurs spirituels de la Maison royale de Saint-Louis à Saint-Cyr[25]. C'est sous son épiscopat, en 1697, que le diocèse de Blois est érigé par découpage du diocèse de Chartres. Mort le 26 septembre 1709, il est enterré comme son prédécesseur en l'église du Grand-Séminaire.

### XVIIIesiècle

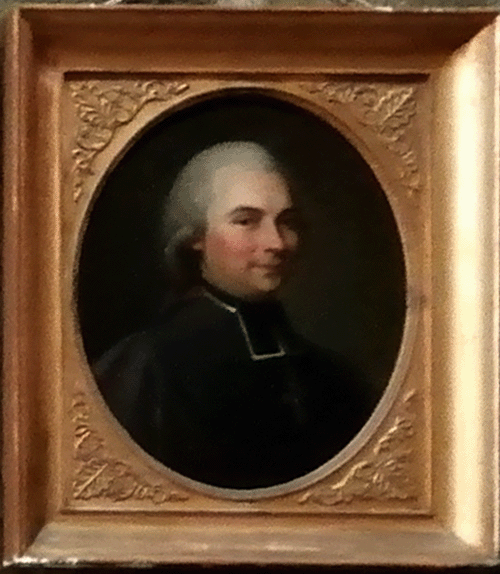
Jean-Baptiste de Lubersac.

- 1710-1746 : Charles-François des Monstiers de Mérinville, neveu du précédent.
- 1746-1780 : Pierre Augustin Bernardin de Rosset de Rocozels de Fleury. Premier aumônier de Marie Leszczynska, puis de Marie-Antoinette.
- 1780-1790 : Jean-Baptiste-Joseph de Lubersac, précédemment évêque de Tréguier (1775-1780) ; député du clergé aux États-Généraux (1789), il refuse la Constitution civile du clergé (1790).
- 1791-1793 : Nicolas Bonnet, curé de la paroisse Saint-Michel de Chartres, élu évêque constitutionnel du diocèse d'Eure-et-Loir par l'assemblée des électeurs départementaux le 13 février 1791.
- En 1793, la cathédrale de Chartres est convertie en temple de la Raison. Le siège épiscopal n'est pas restauré après la Terreur et le concordat de 1801 le supprime pour le réunir à celui de Versailles[26]. Rétabli, dans le principe, par le concordat du 11 juin 1817, il n'en faut pas moins attendre 1821 pour qu'un nouvel évêque soit nommé.

## Époque contemporaine

### XIXesiècle
- 1821-1824 : Jean-Baptiste de Latil, auparavant évêque titulaire d'Amyclées (de)
- 1824-1853 : Claude-Hippolyte Clausel de Montals
- 1853-1889 : Louis Eugène Regnault[Note 6].
- 1889-1895 : François Lagrange.
- 1896-1904 : Bon-Arthur-Gabriel Mollien.

Évêques de Chartres au XIXe siècle
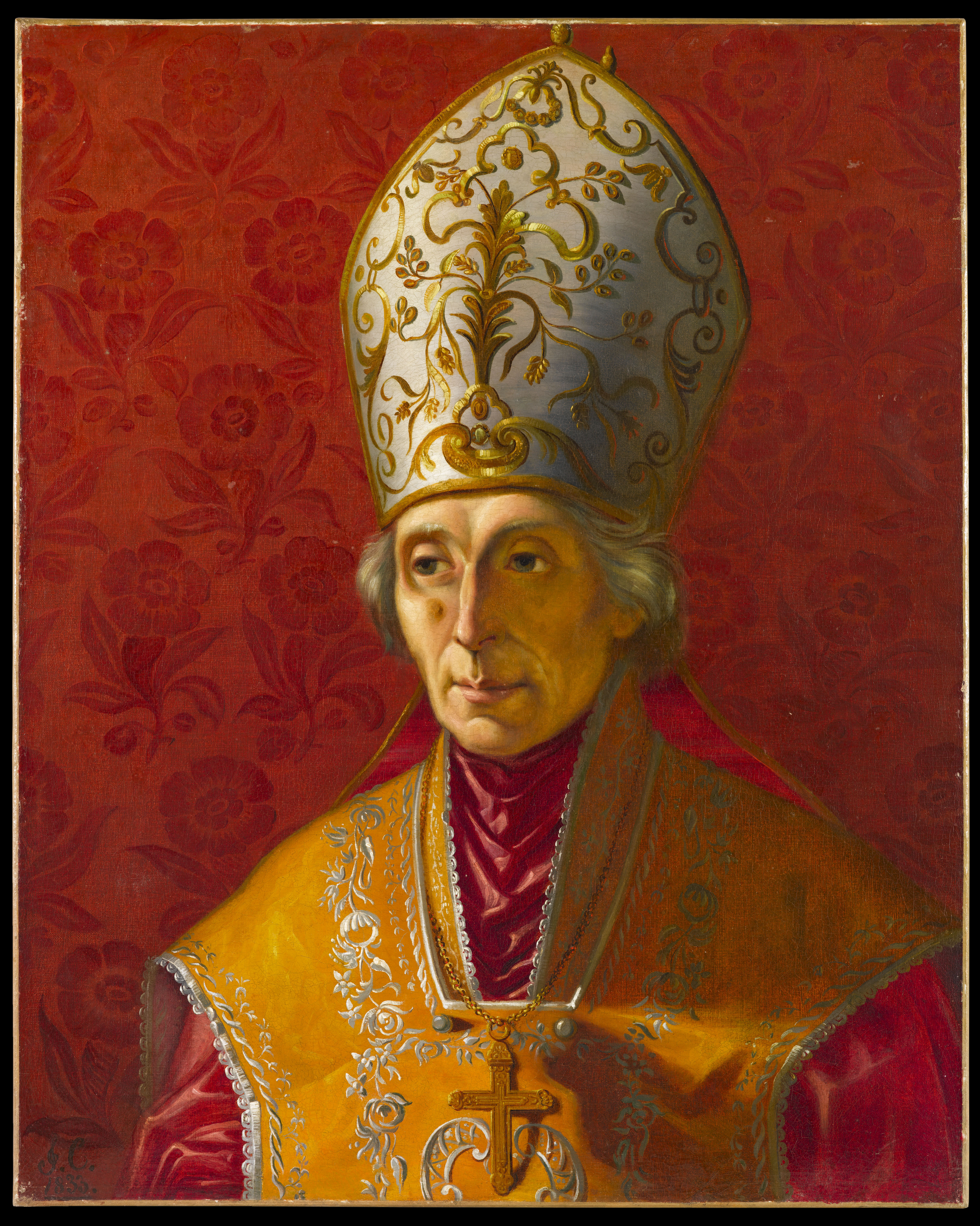
Portrait de Jean-Baptiste de Latil par Joseph Chabord en 1833.
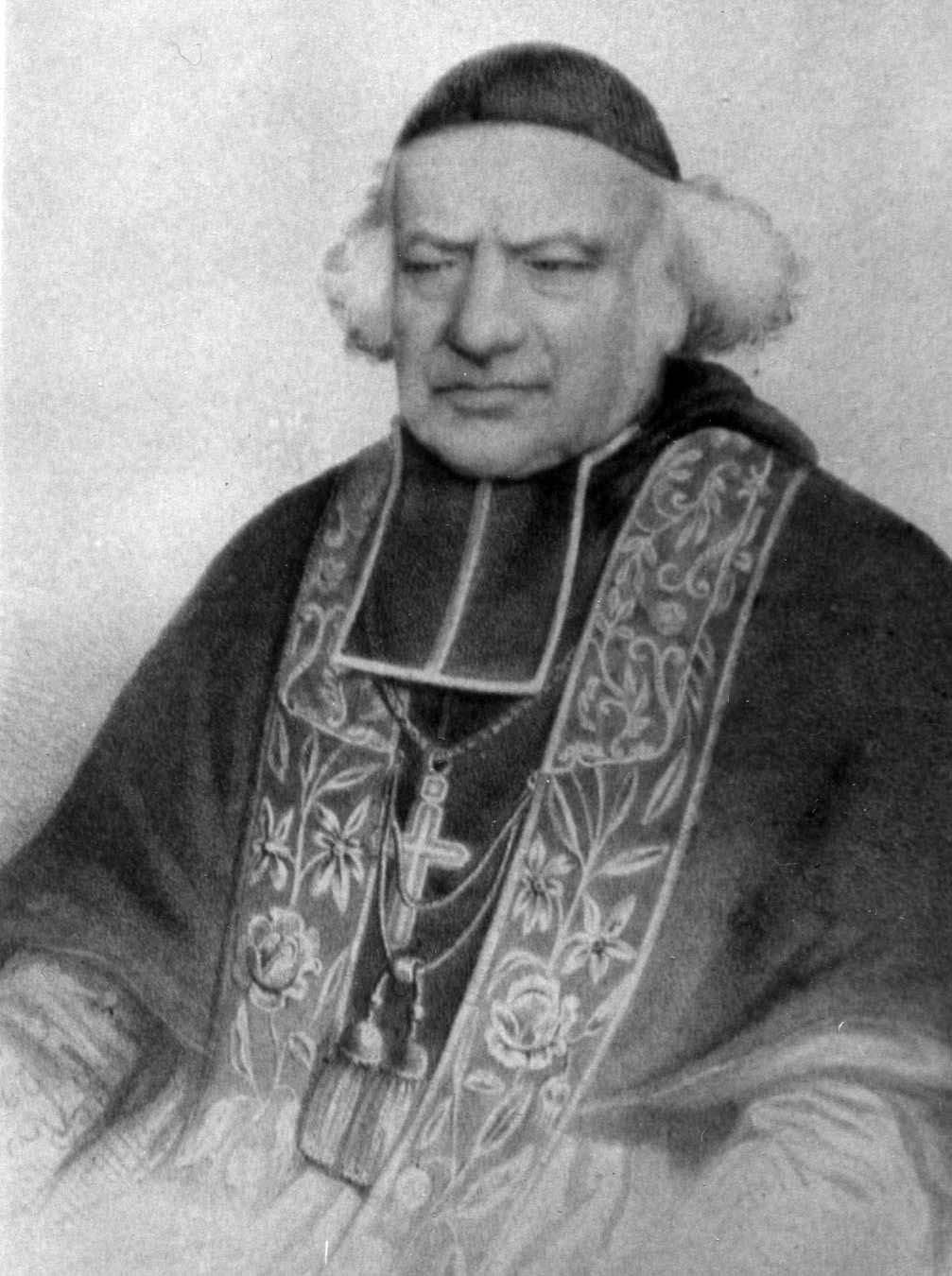
Claude-Hippolyte Clausel de Montals.
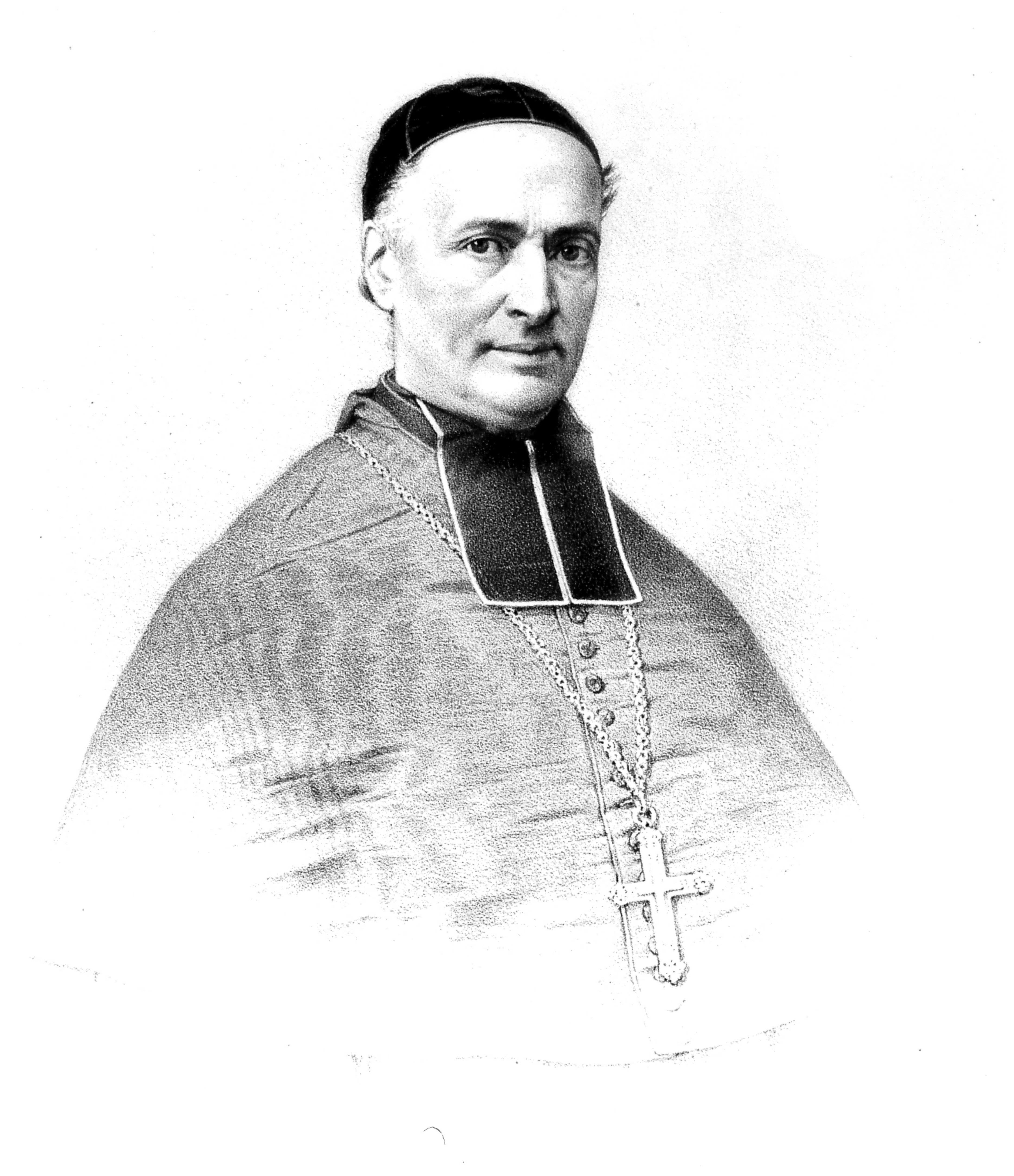
Louis Eugène Regnault.

### XXesiècle
- 1906-1926 : Henri-Louis Bouquet.
- 1926-1954 : Raoul II Harscouët.
- 1955-1978 : Roger Michon.
- 1978-1991 : Michel Kuehn.
- 1992-1997 : Jacques II Perrier.

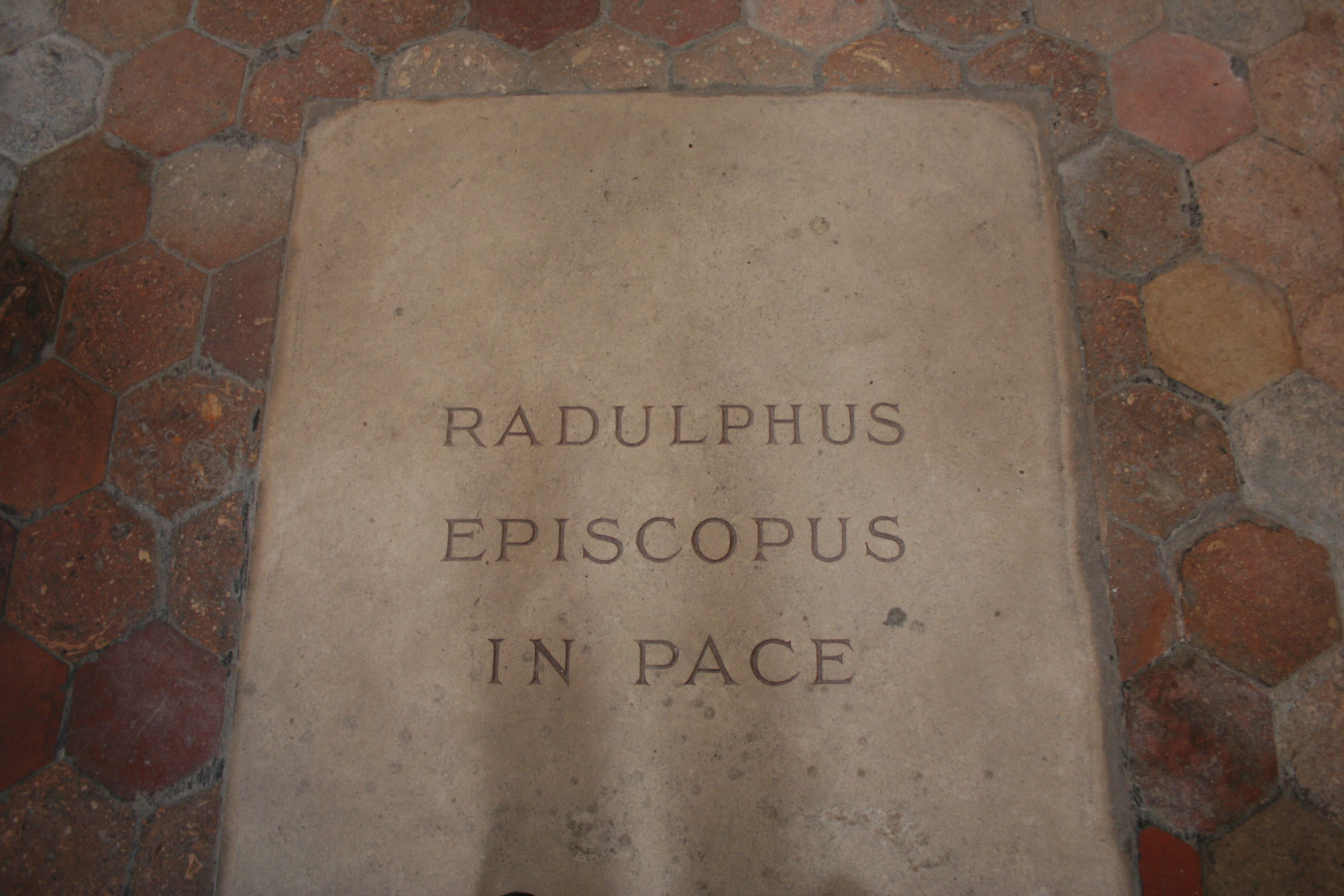
Dalle funéraire de Raoul Harscouët en l'église Saint-Pierre de Chartres.

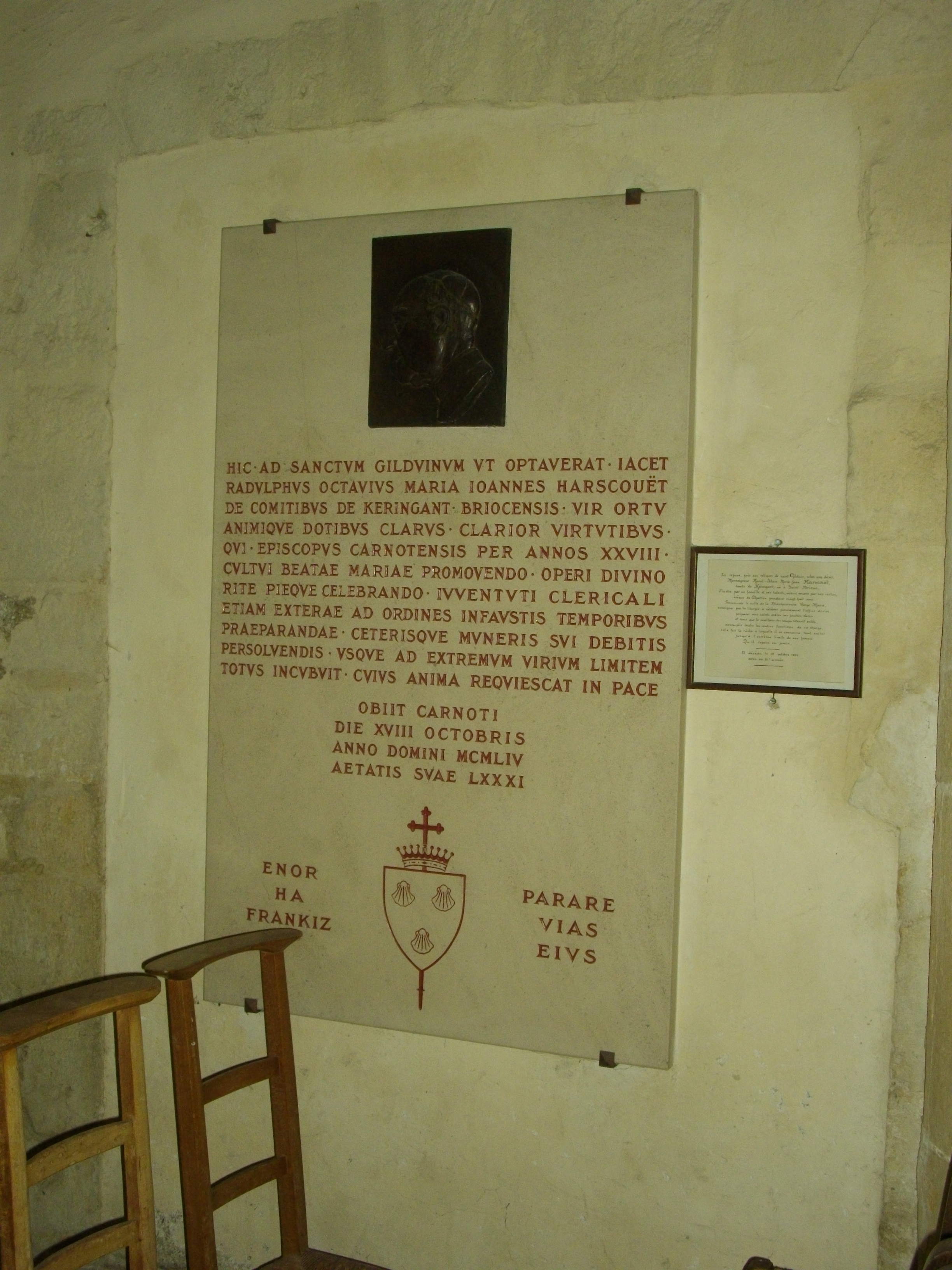
Plaque Raoul Harscouët à l'église Saint-Pierre.

- 1998-2005 : Bernard-Nicolas Aubertin.

### XXIesiècle
- 2006-2017 : Michel Pansard.
- Depuis 2018 : Philippe III Christory.

## Sources et bibliographie
- Gallia Christiana in provincias ecclesiasticas distributa... Tome VIII - Paris, 1744. - In-fol. ;
- Rouillard, Sébastien.- Parthénie ou Histoire de la très-auguste et très-dévote église de Chartres... - Paris, 1609. ;
- Souchet, Jean-Baptiste.- Histoire du diocèse et de la ville de Chartres... - Chartres, 1867-1876. - 4 vol. in-8 - Travail d'un chanoine du XVIIIe siècle.
- E. de Lépinois et Lucien Merlet (éditeur scientifique), Cartulaire de Notre-Dame de Chartres, Chartres, Garnier, coll. « Société archéologique d'Eure-et-Loir », 1862-1865, 3 vol. (CCLII-263-XXXII, 429, 438 p. ) ; 28 cm (BNF 36483645)
Cartulaire de Notre-Dame de Chartres, Vol 1 sur Gallica
Cartulaire de Notre-Dame de Chartres, Vol. 2 sur Gallica
Cartulaire de Notre-Dame de Chartres, Vol. 3 sur Gallica
Le Tome I contient l'édition de la Vieille Chronique et, dans l'introduction, un catalogue des évêques établi par les éditeurs ; le tome III contient le Nécrologe de Notre-Dame, établi par la combinaison de plusieurs sources ;
- Merlet, René - Clerval, Alexandre.- Un Manuscrit chartrain du XIe siècle... - Chartres, 1893.- In-4 - Contient le plus ancien nécrologe de Notre-Dame connu ;
- Obituaires de la province de Sens..., édit. par A. Molinier - Tome II : Diocèse de Chartres.- Paris, 1906. - In-4- (Recueil des Historiens de la France) - Reprend et complète les nécrologes précédents ;
- Cartulaire de l'abbaye de Saint-Père de Chartres, publ. par B. Guérard.- Paris, 1840 - 2 vol. in-4 - (Collection de documents inédits...) ;
- Duchesne, L.- Fastes épiscopaux de l'ancienne Gaule. Tome 2 - 2e éd. revue et corr. - Paris, 1910.
- Clerval, Alexandre- Les Écoles de Chartres au Moyen-Âge... - Chartres, 1895.
- Billot, Claudine.- Chartres à la fin du Moyen âge.- Paris, 1987 ;
- Chédeville, André.- Chartres et ses campagnes (XIe – XIIIe siècle). - Paris, 1973 ;
- Histoire de Chartres et du Pays chartrain, sous la dir. de André Chédeville.- Toulouse, 1983 ;
- Histoire religieuse de l'Orléanais, sous la dir. de J. de Viguerie.- Chambray-lès-Tours, 1983 ;
- Lépinois, E. de.- Histoire de Chartres. - Chartres, 1854-1858. - 2 vol. ;
- Merlet, Lucien et René.- Dignitaires de l'Église Notre-Dame de Chartres - Chartres, 1900 - (Archives du diocèse de Chartres).